# Джамал Сміт
Джамал Омарі Сміт (англ. Jamaal Omari Smith; нар. 22 лютого 1988, Місісага, Канада) — гаянський та канадський футболіст, захисник. Виступав за національну збірну Гаяни.

## Клубна кар'єра

### Ранні роки
Джамал Сміт під час навчання в коледжі грав за «Йорк Лайонс», у складі якого виграв Міжуніверситетський чемпіонат Канади у 2008 і 2010 роках. Також представляв Канаду на Універсіаді 2009 та 2011 років.

### Доросла кар'єра
У 2007 році виграв перегляд для новачка Major League Soccer «Торонто», при цьому виграв конкуренцію у понад 900 учасників й заслужив запрошення на передсезонний збір, але зрештою не зміг потрапити до складу.
На клубному рівні грав за «Італія Шутерс», СК «Торонто», «Сир'янска Кербуран», «К-В Юнайтед», «Каледонію АІА», «Окжетпес» та «Воган Аззуррі».
У серпні 2013 року підписав контракт з «Каледонією АІА». Декілька днів по тому дебютував за нову команду, в програному (1:3) виїзному поєдинку Ліги чемпіонів КОНКАКАФ проти мексиканської «Толуки».
У квітні 2015 року перебрався до «Альфа Юнайтед».

## Кар'єра в збірній
Народився в Канаді, але 2012 року на міжнародному рівні дебютував за Гаяну, у складі якої брав участь у матчах кваліфікації чемпіонату світу. Також у складі збірної Гаяни виступав на Карибському кубку 2012 року.

## Статистика виступів за збірну

### По роках
Станом на 14 червня 2015
| Гаяна   | Гаяна | Гаяна |
| Рік     | Матчі | Голи  |
| ------- | ----- | ----- |
| 2012    | 7     | 0     |
| 2013    | 0     | 0     |
| 2014    | 0     | 0     |
| 2015    | 5     | 0     |
| Загалом | 12    | 0     |

## Особисте життя
Старший брат Джелані Сміта, який також виступав за збірну Гаяни.